# Campoletis kingi
Campoletis kingi là một loài tò vò trong họ Ichneumonidae.